# Félicie aussi
Félicie aussi est une chanson comique, interprétée à partir de 1939 par Fernandel.
La chanson est écrite par Albert Willemetz et Charles-Louis Pothier et la musique est composée par Casimir Oberfeld. Elle raconte une conquête amoureuse qui vire progressivement au désastre, la Félicie du titre étant affublée d'adjectifs de moins en moins flatteurs. 
Il s'agit probablement de la chanson la plus célèbre de Fernandel.